# Rhetus arcius
Rhetus arcius är en fjärilsart som beskrevs av Carl von Linné 1763. Rhetus arcius ingår i släktet Rhetus och familjen Riodinidae. Inga underarter finns listade.

## Bildgalleri

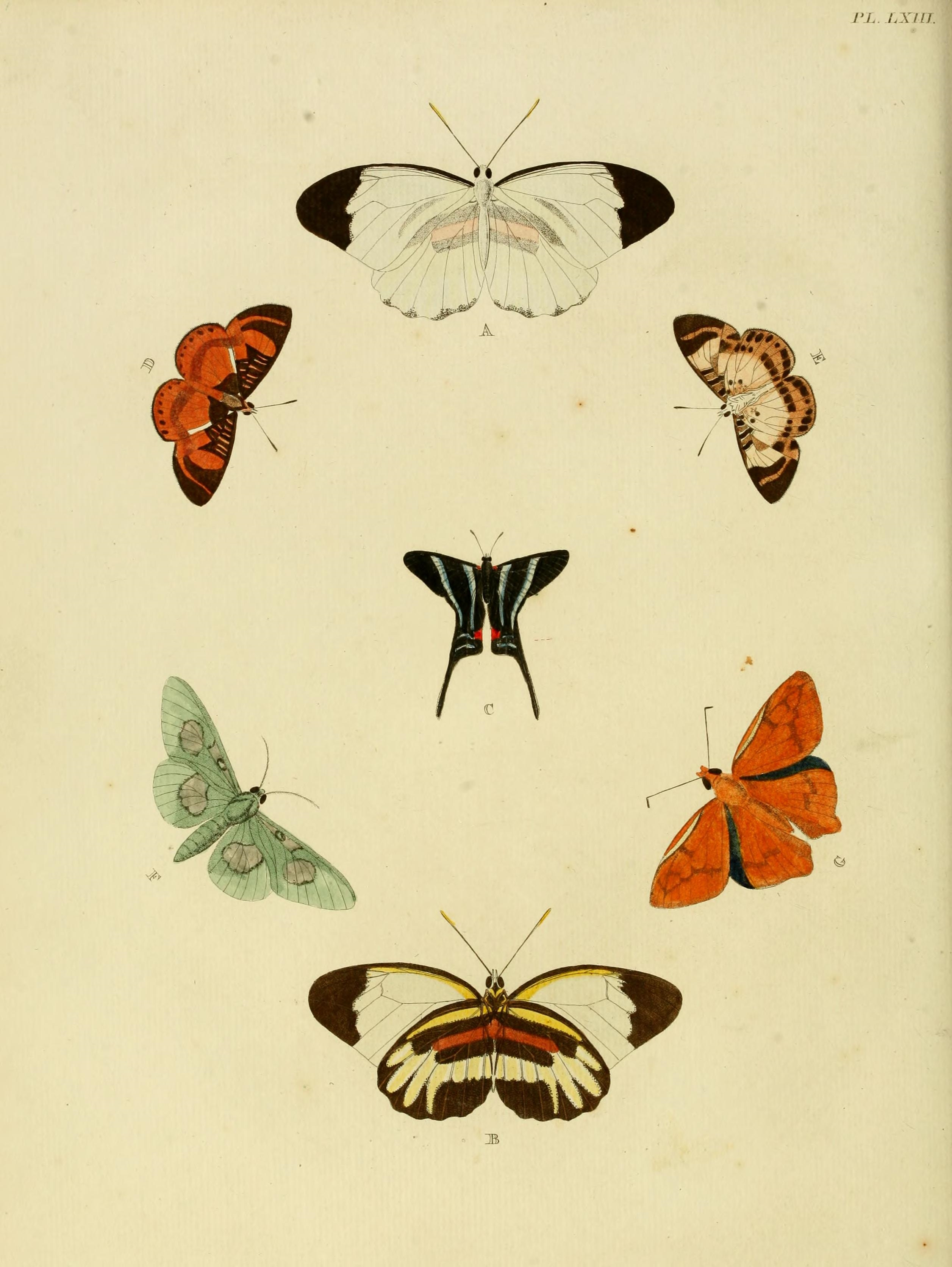